# Григор'єв Володимир Вікторович
Володимир Вікторович Григор'єв (рос. Владимир Викторович Григорьев; (нар. 8 серпня 1982, Шостка, Сумська область, Українська РСР, СРСР) — український та російський ковзаняр, спеціаліст з шорт-треку. Учасник зимових олімпійських ігор 2002 та 2006 років у складі збірної України. Олімпійський чемпіон в естафеті та срібний призер зимових Олімпійських ігор 2014 року на дистанції 1000 м у складі збірної Росії.